# Lijst van afleveringen van 90210
Dit is een lijst van afleveringen van 90210. De serie telt vijf seizoenen en ging in de Verenigde Staten op 2 september 2008 van start. Het vijfde seizoen eindigde in mei 2013.

## Overzicht
| Seizoen | Aantal afleveringen | Uitgezonden Verenigde Staten    |  |
| ------- | ------------------- | ------------------------------- |  |
| 1       | 24                  | 2 september 2008 – 19 mei 2009  |  |
| 2       | 22                  | 8 september 2009 – 18 mei 2010  |  |
| 3       | 22                  | 13 september 2010 – 16 mei 2011 |  |
| 4       | 24                  | 13 september 2011 – 15 mei 2012 |  |
| 5       | 22                  | 8 oktober 2012 – 13 mei 2013    |  |

## Afleveringen

### Seizoen 1 (2008-2009)
| Nr. | Aflevering | Titel                                | Schrijver(s)                                         | Regisseur          | Uitzenddatum      | Uitzenddatum     |  |
| --- | ---------- | ------------------------------------ | ---------------------------------------------------- | ------------------ | ----------------- | ---------------- |  |
| 1   | 1          | We're Not in Kansas Anymore          | Rob Thomas, Gabe Sachs & Jeff Judah                  | Mark Piznarski     | 2 september 2008  | 2 januari 2009   |  |
| 2   | 2          | The Jet Set                          | Gabe Sachs, Jeff Judah & Darlene Hunt                | Wendey Stanzler    | 2 september 2008  | 9 januari 2009   |  |
| 3   | 3          | Lucky Strike                         | Jill Gordon                                          | Mark Piznarski     | 9 september 2008  | 16 januari 2009  |  |
| 4   | 4          | The Bubble                           | Dailyn Rodriguez                                     | Sarah Pia Anderson | 16 september 2008 | 23 januari 2009  |  |
| 5   | 5          | Wide Awake and Dreaming              | Sean Reycraft                                        | Paul Lazarus       | 23 september 2008 | 30 januari 2009  |  |
| 6   | 6          | Model Behavior                       | Jason Ning                                           | J. Miller Tobin    | 30 september 2008 | 6 februari 2009  |  |
| 7   | 7          | Hollywood Forever                    | Caprice Crane                                        | Norman Buckley     | 7 oktober 2008    | 13 februari 2009 |  |
| 8   | 8          | There's No Place Like Homecoming     | Darlene Hunt                                         | Tony Wharmby       | 28 oktober 2008   | 20 februari 2009 |  |
| 9   | 9          | Secrets and Lies                     | Dailyn Rodriguez                                     | Nick Marck         | 4 november 2008   | 27 februari 2009 |  |
| 10  | 10         | Games People Play                    | Kristin Long                                         | Wendey Stanzler    | 11 november 2008  | 6 maart 2009     |  |
| 11  | 11         | That Which We Destroy                | Allison Schroeder & Caprice Crane                    | Melanie Mayron     | 18 november 2008  | 13 maart 2009    |  |
| 12  | 12         | Hello, Goodbye, Amen                 | Jennifer Cecil                                       | Stuart Gillard     | 6 januari 2009    | 16 juni 2009     |  |
| 13  | 13         | Love Me or Leave Me                  | Paul Sciarrotta                                      | Wendey Stanzler    | 13 januari 2009   | 23 juni 2009     |  |
| 14  | 14         | By Accident                          | Michael Sonnenschein                                 | Michael Grossman   | 20 januari 2009   | 30 juni 2009     |  |
| 15  | 15         | Help Me, Rhonda                      | Jason Ning                                           | Liz Friedlander    | 3 februari 2009   | 7 juli 2009      |  |
| 16  | 16         | Of Heartbreaks and Hotels            | Sean Reycraft                                        | J. Miller Tobin    | 10 februari 2009  | 14 juli 2009     |  |
| 17  | 17         | Life's a Drag                        | Caprice Crane                                        | Wendey Stanzler    | 31 maart 2009     | 21 juli 2009     |  |
| 18  | 18         | Off the Rails                        | Steve Hanna                                          | Jason Priestley    | 7 april 2009      | 28 juli 2009     |  |
| 19  | 19         | Okaeri, Donna!                       | Jennie Snyder Urman & Rebecca Rand Kirshner Sinclair | Stuart Gillard     | 14 april 2009     | 4 augustus 2009  |  |
| 20  | 20         | Between a Sign and a Hard Place      | Jennie Snyder Urman & Rebecca Rand Kirshner Sinclair | Rob Estes          | 21 april 2009     | 11 augustus 2009 |  |
| 21  | 21         | The Dionysian Debacle                | Jennie Snyder Urman                                  | Jamie Babbit       | 28 april 2009     | 3 januari 2010   |  |
| 22  | 22         | The Party's Over                     | Jennifer Cecil                                       | Melanie Mayron     | 5 mei 2009        | 10 januari 2010  |  |
| 23  | 23         | Zero Tolerance                       | Gayle Abrams & Jennie Snyder                         | Nick Marck         | 12 mei 2009       | 17 januari 2010  |  |
| 24  | 24         | One Party Can Ruin Your Whole Summer | Rebecca Rand Kirshner Sinclair                       | Wendey Stanzler    | 19 mei 2009       | 24 januari 2010  |  |

### Seizoen 2 (2009-2010)
| Nr. | Aflevering | Titel                             | Schrijver(s)                           | Regisseur         | Uitzenddatum      | Uitzenddatum     |  |
| --- | ---------- | --------------------------------- | -------------------------------------- | ----------------- | ----------------- | ---------------- |  |
| 25  | 1          | To New Beginnings!                | Rebecca Sinclair                       | Stuart Gillard    | 8 september 2009  | 31 januari 2010  |  |
| 26  | 2          | To Sext or Not to Sext            | Jennie Snyder Urman                    | Tony Wharmby      | 15 september 2009 | 7 februari 2010  |  |
| 27  | 3          | Sit Down, You're Rocking the Boat | Mark Driscoll                          | Janice Cooke      | 22 september 2009 | 14 februari 2010 |  |
| 28  | 4          | The Porn King                     | Maria Maggenti & Jordan Budde          | James Conway      | 29 september 2009 | 21 februari 2010 |  |
| 29  | 5          | Environmental Hazards             | Padma Atluri & Jennie Snyder Urman     | Jamie Babbit      | 6 oktober 2009    | 28 februari 2010 |  |
| 30  | 6          | Wild Alaskan Salmon               | Mark Driscoll                          | Liz Friedlander   | 13 oktober 2009   | 7 maart 2010     |  |
| 31  | 7          | Unmasked                          | Jennie Snyder                          | J. Miller Tobin   | 20 oktober 2009   | 14 maart 2010    |  |
| 32  | 8          | Women's Intuition                 | Rebecca Sinclair                       | Stuart Gillard    | 3 november 2009   | 21 maart 2010    |  |
| 33  | 9          | A Trip to the Moon                | Paul Sciarrotta & Jennie Snyder Urman  | Rick Rosenthal    | 10 november 2009  | 28 maart 2010    |  |
| 34  | 10         | To Thine Own Self Be True         | Ben Dougan                             | Mike Listo        | 17 november 2009  | 4 april 2010     |  |
| 35  | 11         | And Away They Go!                 | Rebecca Sinclair & Natalie Krinsky     | Harry Sinclair    | 1 december 2009   | 11 april 2010    |  |
| 36  | 12         | Winter Wonderland                 | Jennie Snyder Urman                    | David Warren      | 8 december 2009   | 18 april 2010    |  |
| 37  | 13         | Rats and Heroes                   | Mark Driscoll & Padma L. Atluri        | Stuart Gillard    | 9 maart 2010      | 25 april 2010    |  |
| 38  | 14         | Girl Fight!                       | Rebecca Sinclair & Jennie Snyder Urman | Fred Gerber       | 16 maart 2010     | 2 mei 2010       |  |
| 39  | 15         | What's Past Is Prologue           | Daniel Arkin                           | Norman Buckley    | 23 maart 2010     |                  |  |
| 40  | 16         | Clark Raving Mad                  | Tod Himmel                             | Stuart Gillard    | 30 maart 2010     |                  |  |
| 41  | 17         | Sweaty Palms and Weak Knees       | Ben Dougan                             | Krishna Rao       | 6 april 2010      |                  |  |
| 42  | 18         | Another, Another Chance           | Scott Weinger                          | Millicent Shelton | 13 april 2010     |                  |  |
| 43  | 19         | Multiple Choices                  | Paul Sciarrotta                        | Liz Friedlander   | 27 april 2010     |                  |  |
| 44  | 20         | Meet the Parent                   | Jessica Chaffin                        | Stuart Gillard    | 4 mei 2010        |                  |  |
| 45  | 21         | Javianna                          | Jennie Snyder Urman                    | James L. Conway   | 11 mei 2010       |                  |  |
| 46  | 22         | Confessions                       | Rebecca Sinclair                       | Rebecca Sinclair  | 18 mei 2010       |                  |  |

### Seizoen 3 (2010-2011)
| Nr. | Aflevering | Titel                               | Schrijver(s)                                                           | Regisseur         | Uitzenddatum      | Uitzenddatum |  |
| --- | ---------- | ----------------------------------- | ---------------------------------------------------------------------- | ----------------- | ----------------- | ------------ |  |
| 47  | 1          | Senior Year, Baby                   | Jennie Snyder Urman                                                    | Stuart Gillard    | 13 september 2010 |              |  |
| 48  | 2          | Age of Inheritance                  | Padma L. Atluri                                                        | Liz Friedlander   | 20 september 2010 |              |  |
| 49  | 3          | 2021 Vision                         | Tod Himmel                                                             | Millicent Shelton | 27 september 2010 |              |  |
| 50  | 4          | The Bachelors                       | David S. Rosenthal                                                     | David Warren      | 4 oktober 2010    |              |  |
| 51  | 5          | Catch Me If You Cannon              | Terrence Coli                                                          | James L. Conway   | 11 oktober 2010   |              |  |
| 52  | 6          | How Much Is That Liam in the Window | David S. Rosenthal & Jennie Snyder Urman                               | Stuart Gillard    | 25 oktober 2010   |              |  |
| 53  | 7          | I See London, I See France...       | Scott Weinger                                                          | Krishna Rao       | 1 november 2010   |              |  |
| 54  | 8          | Mother Dearest                      | Paul Sciarrotta                                                        | Oz Scott          | 8 november 2010   |              |  |
| 55  | 9          | They're Playing Her Song            | Jennie Snyder Urman & Jenna Lamia                                      | Rob Hardy         | 15 november 2010  |              |  |
| 56  | 10         | Best Lei'd Plans                    | David S. Rosenthal & Deborah Schoeneman                                | David Warren      | 29 november 2010  |              |  |
| 57  | 11         | Holiday Madness                     | Rebecca Sinclair                                                       | Dennis Smith      | 6 december 2010   |              |  |
| 58  | 12         | Liars                               | Tod Himmel                                                             | Stuart Gillard    | 24 januari 2011   |              |  |
| 59  | 13         | It's Getting Hot in Here            | David S. Rosenthal                                                     | Liz Friedlander   | 31 januari 2011   |              |  |
| 60  | 14         | All About a Boy                     | Paul Sciarrotta                                                        | Harry Sinclair    | 7 februari 2011   |              |  |
| 61  | 15         | Revenge with the Nerd               | Terrence Coli                                                          | Millicent Shelton | 14 februari 2011  |              |  |
| 62  | 16         | It's High Time                      | Padma L. Atluri                                                        | Krishna Rao       | 21 februari 2011  |              |  |
| 63  | 17         | Blue Naomi                          | David S. Rosenthal                                                     | Elizabeth Allen   | 28 februari 2011  |              |  |
| 64  | 18         | The Enchanted Donkey                | Verhaal: Rebecca Sinclair Teleplay: Rebecca Sinclair & Paul Sciarrotta | David Paymer      | 18 april 2011     |              |  |
| 65  | 19         | Nerdy Little Secrets                | David Rosenberg                                                        | Harry Sinclair    | 25 april 2011     |              |  |
| 66  | 20         | Women on the Verge                  | Scott Weinger & Jenna Lamia                                            | Stuart Gillard    | 2 mei 2011        |              |  |
| 67  | 21         | The Prom Before the Storm           | David S. Rosenthal & Terrence Coli                                     | Mike Listo        | 9 mei 2011        |              |  |
| 68  | 22         | To the Future!                      | Rebecca Sinclair & Paul Sciarrotta                                     | Rebecca Sinclair  | 16 mei 2011       |              |  |

### Seizoen 4 (2011-2012)
| Nr. | Aflevering | Titel                                  | Schrijver(s)                | Regisseur         | Uitzenddatum      | Uitzenddatum |  |
| --- | ---------- | -------------------------------------- | --------------------------- | ----------------- | ----------------- | ------------ |  |
| 69  | 1          | Up In Smoke                            | Patti Carr & Lara Olsen     | Elizabeth Allen   | 13 september 2011 |              |  |
| 70  | 2          | Rush Hour                              | Terrence Coli               | Elizabeth Allen   | 20 september 2011 |              |  |
| 71  | 3          | Greek Tragedy                          | Paul Sciarrotta             | Rob Hardy         | 27 september 2011 |              |  |
| 72  | 4          | Let the Games Begin                    | Jenna Lamia                 | Millicent Shelton | 4 oktober 2011    |              |  |
| 73  | 5          | Party Politics                         | Marjorie David              | Cherie Nowlan     | 11 oktober 2011   |              |  |
| 74  | 6          | Benefit of the Doubt                   | Liz Phang                   | James L. Conway   | 18 oktober 2011   |              |  |
| 75  | 7          | It's the Great Masquerade, Naomi Clark | Brian Dawson                | David Warren      | 1 november 2011   |              |  |
| 76  | 8          | Vegas, Maybe?                          | Scott Weinger               | Stuart Gillard    | 8 november 2011   |              |  |
| 77  | 9          | A Thousand Words                       | Chris Atwood                | Millicent Shelton | 15 november 2011  |              |  |
| 78  | 10         | Smoked Turkey                          | Miriam Trogdon              | Jerry Levine      | 22 november 2011  |              |  |
| 79  | 11         | Project Runaway                        | Allen Clary                 | Harry Sinclair    | 29 november 2011  |              |  |
| 80  | 12         | O Holly Night                          | Paul Sciarrotta             | Stuart Gillard    | 6 december 2011   |              |  |
| 81  | 13         | Should Old Acquaintance Be Forgot?     | Jenna Lamia                 | Cherie Nowlan     | 17 januari 2012   |              |  |
| 82  | 14         | Mama Can You Hear Me?                  | Scott Weinger               | Stuart Gillard    | 24 januari 2012   |              |  |
| 83  | 15         | Trust, Truth, and Traffic              | Marjorie David              | Bethany Rooney    | 31 januari 2012   |              |  |
| 84  | 16         | No Good Deed                           | Chris Atwood                | Stuart Gillard    | 7 februari 2012   |              |  |
| 85  | 17         | Babes in Toyland                       | Liz Phang                   | Michael Zinberg   | 6 maart 2012      |              |  |
| 86  | 18         | Blood Is Thicker Than Mud              | Paul Sciarrotta             | Stuart Gillard    | 13 maart 2012     |              |  |
| 87  | 19         | The Heart Will Go On                   | Patti Carr                  | Matthew Diamond   | 20 maart 2012     |              |  |
| 88  | 20         | Blue Ivy                               | Terrence Coli               | Stuart Gillard    | 27 maart 2012     |              |  |
| 89  | 21         | Bride and Prejudice                    | William H. Brown            | Sanaa Hamri       | 24 april 2012     |              |  |
| 90  | 22         | 'Tis Pity                              | Scott Weinger               | Harry Sinclair    | 1 mei 2012        |              |  |
| 91  | 23         | A Tale of Two Parties                  | Terrence Coli & Jenna Lamia | Rob Hardy         | 8 mei 2012        |              |  |
| 92  | 24         | Forever Hold Your Peace                | Lara Olsen                  | Harry Sinclair    | 15 mei 2012       |              |  |

### Seizoen 5 (2012-2013)
| Nr. | Aflevering | Titel                                           | Schrijver(s)                     | Regisseur         | Uitzenddatum     | Uitzenddatum |  |
| --- | ---------- | ----------------------------------------------- | -------------------------------- | ----------------- | ---------------- | ------------ |  |
| 93  | 1          | "Til Death Do Us Part"                          | Patti Carr                       | Stuart Gillard    | 8 oktober 2012   |              |  |
| 94  | 2          | "The Sea Change"                                | Lara Olsen                       | Bethany Rooney    | 15 oktober 2012  |              |  |
| 95  | 3          | "It's All Fun and Games"                        | Brian Dawson                     | Cherie Nowlan     | 22 oktober 2012  |              |  |
| 96  | 4          | "Into the Wild"                                 | Chris Atwood                     | Hanelle Culpepper | 5 november 2012  |              |  |
| 97  | 5          | "Hate 2 Love"                                   | Mike Chessler & Chris Alberghini | Sanaa Hamri       | 12 november 2012 |              |  |
| 98  | 6          | "The Con"                                       | Terrence Coli                    | Harry Sinclair    | 19 november 2012 |              |  |
| 99  | 7          | "99 Problems"                                   | William H. Brown                 | Michael Zinberg   | 26 november 2012 |              |  |
| 100 | 8          | "902–100"                                       | Scott Weinger                    | Harry Sinclair    | 3 december 2012  |              |  |
| 101 | 9          | "The Things We Do for Love"                     | Marjorie David                   | Matthew Diamond   | 10 december 2012 |              |  |
| 102 | 10         | "Misery Loves Company"                          | Allen Clary                      | Anton Cropper     | 21 januari 2013  |              |  |
| 103 | 11         | "We're Not Not In Kansas Anymore"               | Liz Phang                        | Cherie Nowlan     | 28 januari 2013  |              |  |
| 104 | 12         | "Here Comes Honey Bye Bye"                      | Liz Sczudlo                      | Stuart Gillard    | 4 februari 2013  |              |  |
| 105 | 13         | "#realness"                                     | Chris Alberghini & Mike Chessler | Mike Listo        | 11 februari 2013 |              |  |
| 106 | 14         | "Brother From Another Mother"                   | Chris Atwood                     | Benny Boom        | 18 februari 2013 |              |  |
| 107 | 15         | "Strange Brew"                                  | Brian Dawson                     | Bethany Rooney    | 25 februari 2013 |              |  |
| 108 | 16         | "Life's a Beach"                                | Bill Brown                       | Michael Zinberg   | 4 maart 2013     |              |  |
| 109 | 17         | "Dude, Where's My Husband?"                     | Liz Phang                        | Matthew Diamond   | 11 maart 2013    |              |  |
| 110 | 18         | "A Portrait of the Artist As a Young Call Girl" | Scott Weinger                    | Bethany Rooney    | 15 april 2013    |              |  |
| 111 | 19         | "The Empire State Strikes Back"                 | Scott Weinger                    | Stuart Gillard    | 22 april 2013    |              |  |
| 112 | 20         | "You Can't Win Em All"                          | Patti Carr                       | Michael Zinberg   | 29 april 2013    |              |  |
| 113 | 21         | "Scandal Royale"                                | Terrence Coli & Paul Sciarrotta  | David Warren      | 6 mei 2013       |              |  |
| 114 | 22         | "We All Fall Down"                              | Lara Olsen                       | Harry Sinclair    | 13 mei 2013      |              |  |